# Samar (kibboutz)
Pour l'île aux Philippines, voir Samar.
Samar (hébreu : סָמָר) est une communauté intentionnelle et un kibboutz, situé dans la vallée de l'Aravah à l'extrême-sud d'Israël, près de la frontière jordanienne et de la ville d'Eilat. Il relève de la compétence du conseil régional de Hevel Eilot. En 2019, il comptait 279 habitants[réf. non conforme].
Depuis les années 2010, il s'agit de l'un des derniers kibboutzim shifouti d'Israël, c'est-à-dire une kibboutz fonctionnant selon les idéaux et principes socialistes révolutionnaires portés par le Bund, le mouvement kibboutz et les mouvements travaillistes issus du parti Mapaï.

## Histoire
Le kibboutz est créé en 1976 par un groupe de jeunes adultes élevés dans différents kibboutzim et aspirant à un mode de vie en communauté responsable offrant à ses membres davantage de liberté individuelle.
Samar est nommé d'après une plante qui pousse dans le désert de l'Aravah et près de la mer Morte (Juncus, famille des joncacées).
Aujourd'hui organisé sous forme de coopérative, il s'agit d'un des rares kibboutzim shifouti, c'est-à-dire un kibboutz à garder un mode de vie compatible avec les idéaux socialistes originels portés par le Bund, caractéristiques du mouvement kibboutz, contrairement à la plupart des kibboutzim qui ont choisi la privatisation des logements des aménités communes, et le capitalisme à partir des années 1980-1990 et plus encore dans les années 2000, par souci de rentabilité. 

## Géographie

### Localisation
Samar est situé à quelques centaines de mètres d'une intersection avec la route 90, à 34 km au nord d'Eilat et à 10 km au sud de Yotvata. 
À vol d'oiseau, la frontière jordanienne est à environ quatre kilomètres. Deux points de passage frontaliers sont accessibles via Eilat : le passage frontalier de Taba, nommé d'après la ville égyptienne frontalière, et le Wadi Araba Crossing (en) vers Aqaba en Jordanie.
La vallée est traversée par l'Israel National Trail, le sentier de randonnée qui court d'un bout à l'autre du pays.
Le parc national de Timna est situé à une dizaine de kilomètres au sud de Samar. 

### Climat
Le climat de Samar est très sec, l'humidité est inférieure à 20 % et les températures sont très élevées. En été, elles peuvent régulièrement dépasser les 40 °C. Rares sont les jours nuageux et encore plus rares sont les jours pluvieux, avec moins de 30 mm de pluie par an. En hiver, les températures dépassent généralement les 21 °C et peuvent descendre la nuit en-dessous de 10 °C. Les gelées sont exceptionnelles. Des crues soudaines peuvent avoir lieu dans le désert.

### Transports
Malgré sa situation totalement isolée d'un point de vue national, Samar est relativement accessible. 
La compagnie d'autobus israélienne Egged assure la liaison Jérusalem-Eilat et Tel-Aviv-Eilat en 4 à 5 heures de route.
L'aéroport international Ramon, situé à 17 kilomètres au sud de Samar, a été inauguré en 2019.
Le projet de train à grande vitesse Tel-Aviv Eilat est sujet à débat en Israël. Les organisations de défense de la nature, fortement implantées dans la région de l'Aravah, s'opposent à un tracé qui mettrait en péril certaines espèces animales et dégraderait fortement le paysage. Le projet approuvé en 2012 tablait sur 3,5 millions de voyageurs annuels et 2,5 millions de tonnes de fret, principalement des produits chimiques et des véhicules afin de servir d'alternative au canal de Suez depuis le port d'Eilat. Le projet a finalement été gelé en 2019 pour des raisons de coût.

### Faune et flore
La réserve de Hai Bar est une réserve animalière située à 3 km au nord de Samar. La zone couvre une surface de 1 200 hectares et contient une forêt claire, un petit désert de dunes et un marais salant. De nombreuses espèces disparues y ont été réintroduites comme l'onagre, l'oryx d'Arabie, l'oryx gazelle ou l'autruche d'Afrique. Cette réserve est également une halte pour les oiseaux migrateurs. 
Les sables de Samar sont situés entre la palmeraie du kibboutz et la frontière jordanienne. 

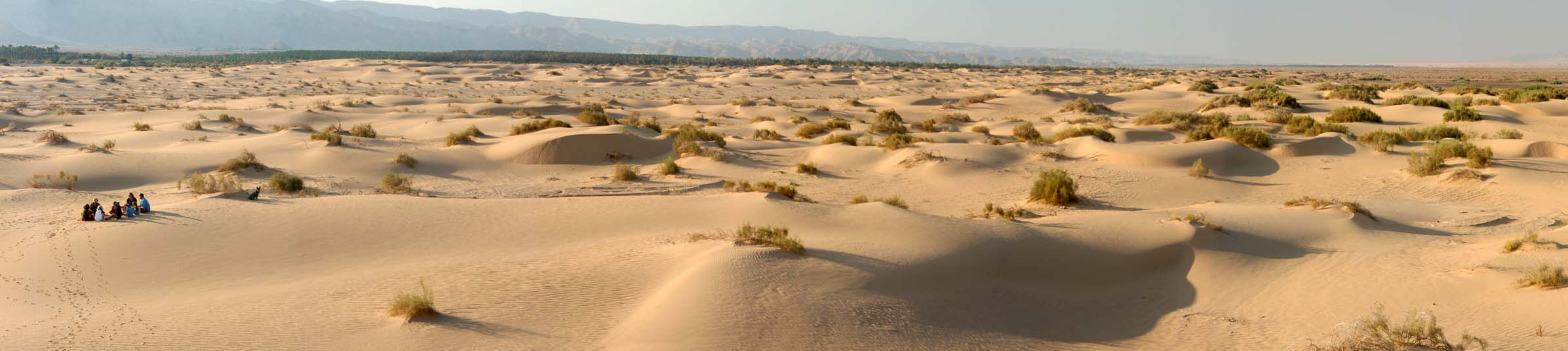
Sables de Samar à la frontière jordanienne avec la palmeraie et le kibboutz en arrière-plan (vue vers l'ouest).

## Société

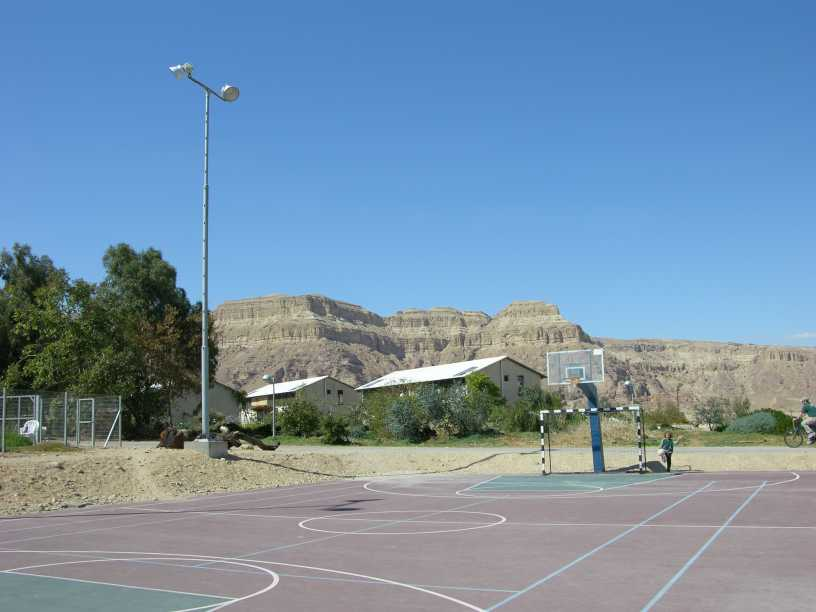
Terrain multisport.

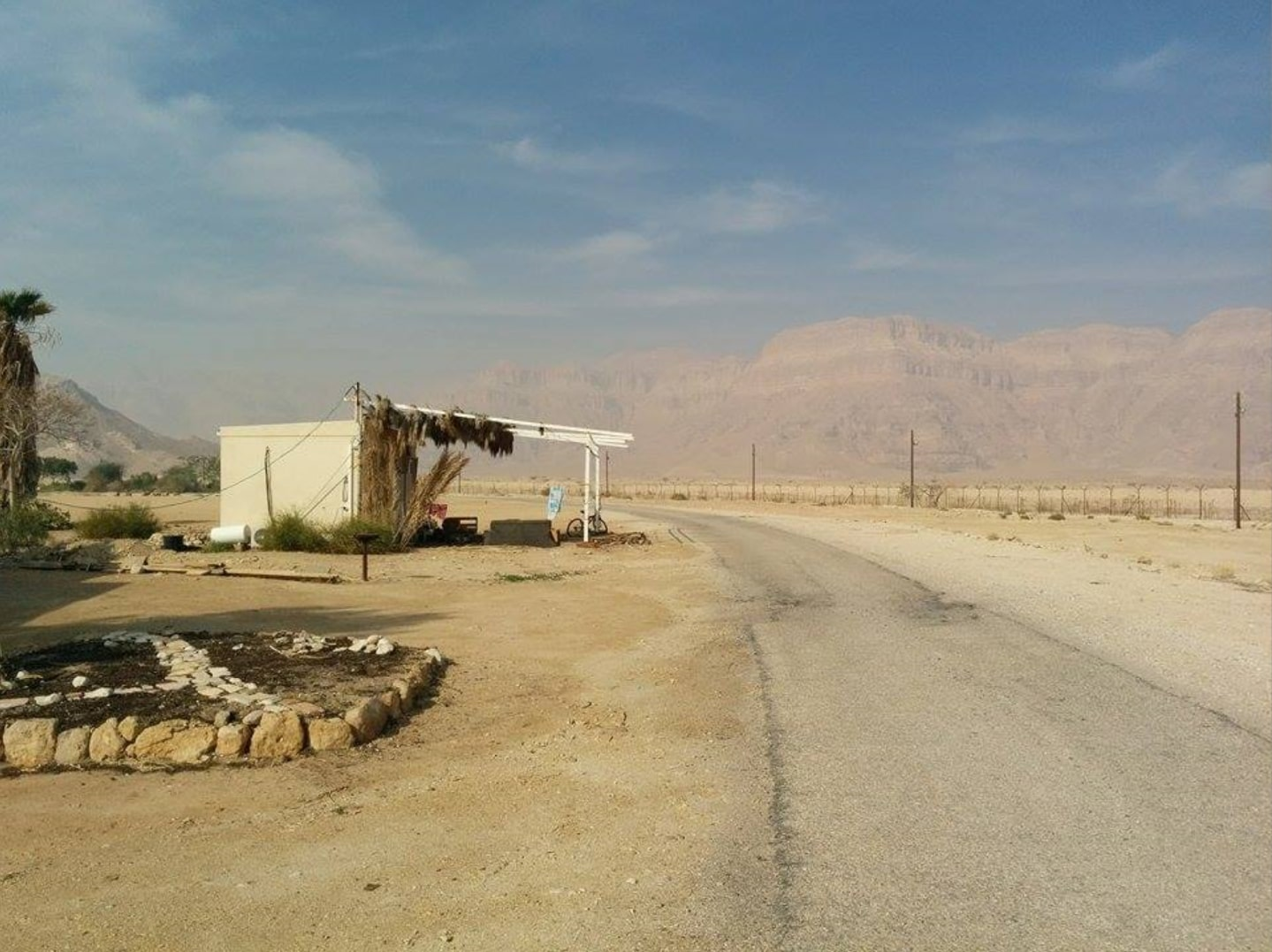
Logement de volontaires situé à l'extrémité nord du kibboutz.

Samar est un kibboutz laïc parvenu à un socialisme libertaire, voire à un anarchisme communautaire, de taille modeste avec un système fondé sur la démocratie directe, sans structures hiérarchiques ou autoritaires. 
Il revient à la centaine de membres de décider dans quel secteur et pour combien de temps ils travaillent, à l'intérieur voire à l'extérieur du kibboutz. Les réserves de nourriture, de produits d'hygiène et d'entretien, et les infrastructures sont en accès libre pour tout le monde, quelle que soit l'heure du jour ou de la nuit : cuisine, réfectoire, laverie, piscine, salle de gym, terrain de sport, bibliothèque, garage, etc. Il n'y a aucun compte en banque personnel : les membres disposent d'une carte de crédit individuelle et peuvent utiliser l'argent du compte commun dont ils estiment avoir besoin pour leurs achats extérieurs. Ils sont encouragés à dépenser à peu près la même somme, soit en 2018 environ 2 500 shekel par mois et par personne (environ 600 euros). Le kibboutz prend en charge les frais de santé non remboursés par la sécurité sociale. Il existe un système d'autopartage et le covoiturage est généralisé. Il n'existe ni loyers, ni modèle standard pour une maison familiale. La plupart des maisons en parpaings construites dans les années 1970 ont été agrandies et rénovées dans des styles et matériaux variés et hétéroclites [réf. non conforme]. Les volontaires extérieurs travaillent en échange de la nourriture et du logement. 
Ce système fonctionne sur la confiance et la responsabilité mutuelle que chaque membre ressent pour les autres.
Le kibboutz dispose d'un jardin d'enfants. Le kibboutz voisin de Yotvata héberge une école ouverte aux enfants de 11 kibboutzim des environs.

## Économie

### La palmeraie

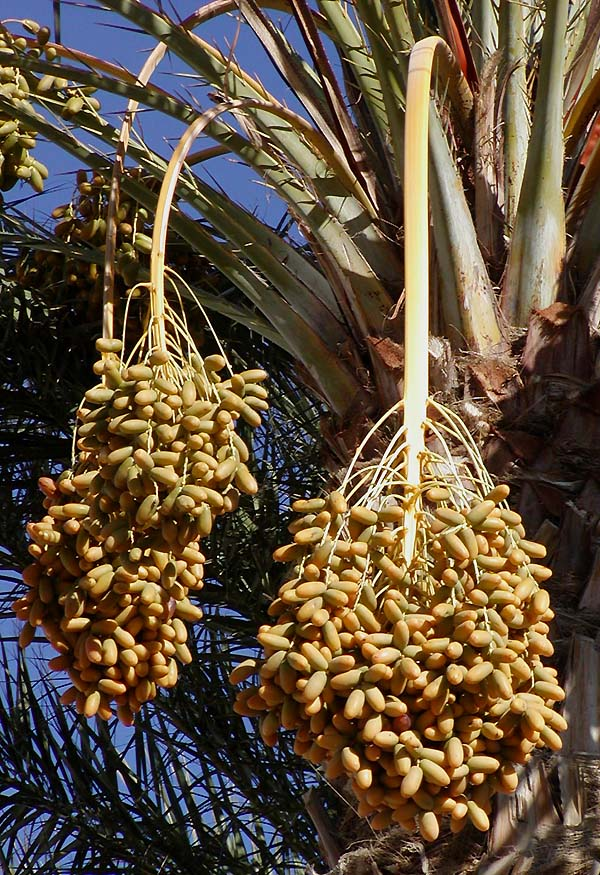
Régime de dattes.

La culture des palmiers-dattiers en agriculture biologique est l'activité économique principale. Elle représente entre 60 et 70 % des revenus du kibboutz[réf. non conforme]. 
La micro-irrigation gérée par ordinateurs permet d'importantes économies d'eau par la réduction de l'évaporation. Le goutte à goutte permet l'élimination de maladies qui naissent du contact de l'eau avec le feuillage. Ce système se présente sous forme de tuyaux en plastique disposant d'embouts calibrés et serpentant dans la plantation pour délivrer la juste quantité d'eau aux racines. 
Les eaux usées et recyclées de la ville d'Eilat sont transportées par un réseau indépendant de celui de l'eau potable puis utilisées pour l'irrigation.
Pendant la saison de cueillette dite du Gadid (hébreu : גָּדִיד), les enfants du kibboutz et les membres ne travaillant habituellement pas à la plantation viennent généralement participer à la récolte, au triage et à l'empaquetage des dattes.

### L'élevage laitier
Le kibboutz compte environ 350 vaches laitières. Les produits laitiers de l'Aravah sont réputés dans tout le pays[réf. non conforme].

### La production de gazon
Du gazon est cultivé sur un lit de sable à l'extrémité sud de la palmeraie. Il est amendé exclusivement avec de l'engrais naturel[réf. non conforme].
En production toute l'année, il est notamment destiné aux hôtels de luxe d'Eilat[réf. non conforme].

### La centrale solaire

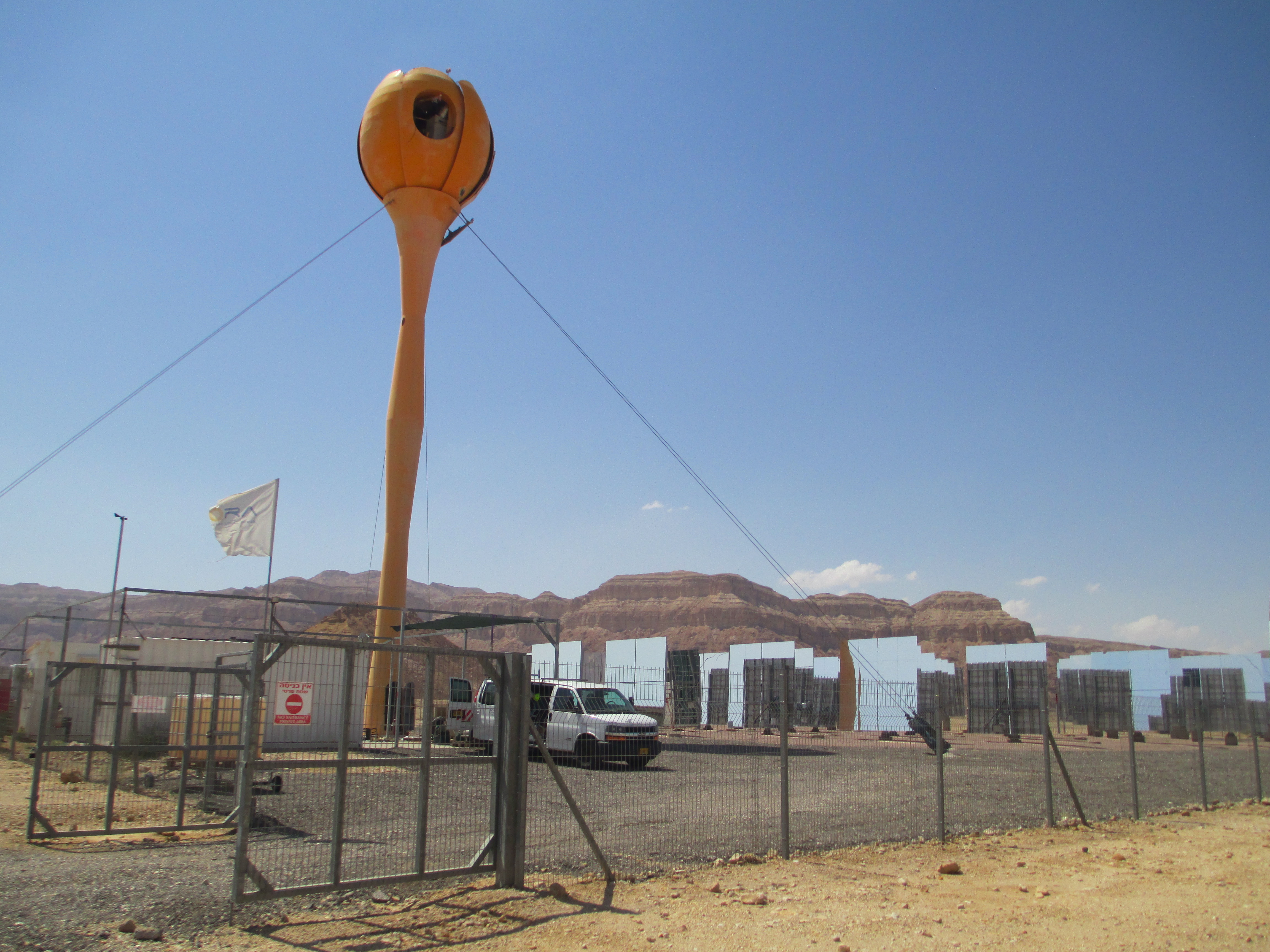
Tour solaire thermique.

Depuis 2009, Samar abrite le projet-pilote de la société israélienne Aora développé en coopération avec l'Institut Weizmann. 
La centrale est conçue pour produire de l'électricité et de l'énergie thermique grâce à une turbine thermodynamique de type thermosolaire pouvant fonctionner de façon alternative avec toutes sortes de carburants. Elle est constituée d'une tour de 30 mètres, en forme de tulipe, entourée d'un champ de miroirs alignés sur 2 000 mètres carrés. Les miroirs de la centrale sont orientables, installés sur des dispositifs leur permettant de suivre le Soleil afin de réfléchir le maximum de lumière. L'énergie rayonnée en haut de la tour porte un fluide caloporteur à haute température. La vapeur produite fait ensuite tourner des turbines qui entraînent des alternateurs produisant de l'électricité.

### La sociétéCrystal Vision
Crystal Vision est une société de technologie basée à Samar et spécialisée dans les systèmes d'automatisation et de contrôle pour l'industrie, l'agriculture et l'aquaculture,.